# Вишеслава Ярославна
Вишесла́ва Яросла́вна (?— після 1187) — руська княгиня з роду Ростиславичів династії Рюриковичів. Донька галицького князя Ярослава Осмомисла.1187 року вийшла заміж за познанського і каліського князя Одона I, старшого сина Мешка ІІІ Старого.
Діти:
- Владислав Одонич — князь Великої Польщі;
- Одон — священик Магдебурзької єпархії;
- Рикса Одонівна — принцеса Великої Польщі;
- Єфросина — дружина Гданського князя Святополка II Великого.